# 7 красок
7 Красок — российская компания, управляющая сетью СПА-салонов тайского массажа.

## История
Компания была основана супругами Викторией Геневской и Аркадием Киндяковым в 2003 году. Первым бизнесом предпринимателей был «Агромашкомплект», зарегистрированный в Белгородской области, который занимался выпуском и продажей запчастей для комбайнов и навесного оборудования. В 2002 году через девелоперскую компанию они приобрели два помещения в строящемся жилом комплексе и привезли первых 7 массажисток из Таиланда. Но сроки сдачи помещений были затянуты и первый год компания работала арендуя комнаты в фитнесс-клубах и гостиницах. В 2004 году в ЖК «Золотые ключи-2» был открыт первый собственный салон под брендом «7 Красок».
В первые годы после создания компания стала быстро расти, открыв более 10 салонов в городах России по модели франчайзинга. Со временем Киндяков и Геневская отказались от этой модели из-за невозможности франчайзи соблюдать сетевые стандарты. К концу 2007 года в сети не осталось ни одной франчайзинговой точки. Владельцы пошли по пути самостоятельного развития бизнеса и к 2013 году была образована группа компаний из 25 СПА-салонов объединенных брендом «7 Красок».

### Рекорд книги рекордов Гиннеса
В 2013 году компания установила рекорд по одновременному сеансу-уроку массажа, в котором участвовали 514 человек (257 массажисток и столько же клиентов). Урок прошел в парке Музеон и был зафиксирован представителями книги рекордов Гиннеса.

### Показатели
На 2021 год компания насчитывает 18 салонов в Москве, Подмосковье и Санкт-Петербурге.